# 스타스크림
트랜스포머 프랜차이즈에서 등장하는 스타스크림 (Starscream)은 여러 캐릭터이며 메가트론을 배신하고 리더가 되려고 하는 캐릭터이다. 다중우주 설정으로 다른 세계관, 다른 트랜스포머 작품의 스타스크림도 등장하나 다른 인물들이다.

## 상세
디셉티콘 시커즈 소속 상급 간부, 항공 사령관이며 작품마다 성격이 다르며 원작 세계관 애니메이션에서는 하극상을 보여주기도 한다.
원작 세계관 변형은 맥도넬더글러스 F-15 이글, 실사영화 세계관은 F-22 랩터, 얼라인드 세계관 애니메이션 트랜스포머 프라임에서는 제너럴 다이내믹스 F-16 파이팅 팰콘으로 변형한다.
실사영화 세계관 1편 2편 사이 시간대 이야기에서는 새로운 올스파크를 만들려고 하나 알씨 일행에 의해 실패한다.
트랜스포머 프라임에서는 클리프점퍼를 살해한다.

## 성우
- 트랜스포머 G1 - 크리스토퍼 콜린스
- 트랜스포머 비스트 워즈 - 더그 파커
- 트랜스포머 실사영화 시리즈 - 찰스 애들러
- 트랜스포머: 워 포 사이버트론, 트랜스포머: 폴 오브 사이버트론 - 샘 리겔
- 트랜스포머 프라임 - 스티브 블룸